# Suada Demirović
Suada Demirović (født 1980 i Gentofte) er en billedkunstner. 
Demirović er uddannet fra Det Kongelige Danske Kunstakademi i 2010. Hun arbejder med tidsbaserede medier, håndtrykte teknikker og håndarbejde.
Demirović har udstillet i Contemporary Culture KRAK i Bihać, på Charlottenborg og meter i København.
I Danmark har hun lavet offentlig udsmykning for Odense Rigsarkiv, Rigsarkivet, Viborg og Forsyningstilsynet i Frederiksværk.
I 2020 tildelte Statens Kunstfond Demirović et arbejdslegat på 50.000 kroner.

## Værker
Demirović bruger historieskrivning og erindring i sit arbejde med tidsbaserede medier, håndtrykte teknikker og håndarbejde.
Viftepalme 1895 fra 2016 er en glasudsmykning på Landsarkivet i Odense (Rigsarkivet, Odense).

### Home – the terrible beauty of unbelonging
Home – The terrible beauty of unbelonging er en installation af hæklet billedtæppe i metalring, udstillet i særudstilling Forbindelser - danske kunstnere fra det tidligere Jugoslavien på Statens Museum for Kunst i 2022.
Billedtæppet hæklede Demirović sammen med sin mor, Murveta Bačevac. Det forestiller et verdenskort med kortlægning af familiens migrationsruter, som en måde at forbinde begivenheder fra egen families historie med de politiske forandringer i verdenshistorien.
Demirović benyttede metalværkstedet på Statens Værksteder for Kunst til at konstruere metalringen.
Ifølge Dagbladet Informations anmelder Bodil Skovgaard Nielsen var værket "En nænsomt udført metafor for migrationens konsekvenser, men egentlig også bare for erindring eller familieliv."